# جاك ناش
جاك نـاش (18 سبتمبر 1873 - 6 ديسمبر 1956) (بالإنجليزية: Jack Nash)‏ هو لاعب كريكت بريطاني (وحمل سابقاً جنسية المملكة المتحدة لبريطانيا العظمى وأيرلندا).